# Thomas Ewerhard
Thomas Ewerhard ist ein deutscher Grafiker und Layouter.
Er studierte Ende der 1990er Jahre noch Biologie, als er zufällig über Andy Classen die Chance erhielt, das Cover für Richthofen zu gestalten. In der Summe weist ihn eine mittlere dreistellige Anzahl an CD-Booklets als verantwortlich für Grafik bzw. Layout aus. Darunter sind Alben von Bands wie Amon Amarth (u. a. The Avenger), Dimmu Borgir (u. a. Puritanical Euphoric Misanthropia), Hammerfall (u. a. Renegade) und Tankard (u. a. The Beauty and the Beer).
Den Stil seiner Werke passt er an die Bands an. Während Progressive-Metal-Bands eher abstrakte Illustrationen erhalten, setzen manche Künstler wie Tobias Sammet von Edguy zum Album The Scarecrow sehr konkrete Vorgaben. Er gilt als  einer ersten Grafiker der Heavy-Metal-Szene, der sich mit einer neuen Stilistik in Form digitaler Composings und Collagen etablierte.
Anfang 2016 fand in der Bochumer „Sold Out Gallery“ mit Jan Meininghaus und Björn Gooßes die gemeinsame Ausstellung „Painted In Blood“ statt. Zudem waren einige seiner Werke im Rahmen des Wacken Open Air 2016 im sogenannten W:O:Art Tent zu sehen.
Gemeinsam mit Meininghaus war er von 1994 bis 1999 in der Band Breeding Fear aktiv.